# ディミトリオス・コンスタントプーロス
ディミトリオス・コンスタントプーロス（Dimitrios Konstantopoulos、 ギリシャ語:Δημήτριος Κωνσταντόπουλος、1978年11月29日 - ）は、ギリシャ・テッサロニキ出身のプロサッカー選手。元ギリシャ代表。現役時代のポジションは、ゴールキーパー。

## 経歴

### クラブ
アマチュアチームでプレーを始めた。1996年に最初のプロ契約を結んだが、6年間で12試合の出場に留まった。その後ギリシャ、ポルトガルの下位チームを渡り歩き、2003年10月にイングランドのハートリプール・ユナイテッドFCと契約を結んだ。ここでレギュラーを獲得し、117試合に出場した。2007年、コヴェントリー・シティFCに移籍。しかし再びベンチ生活を余儀なくされ、レンタル移籍を繰り返し2010年にコヴェントリーを退団した。その後ギリシャに帰国し、PAEケルキラ、AEKアテネFCでプレーした。アテネ退団後、2013年8月にミドルズブラFCと契約を結んだ。
2018-19シーズン終了後、ミドルズブラを退団した。

### 代表
2011年4月6日のUEFA EURO 2012予選・マルタ戦が最初で最後の出場記録である。